# 阿玛拉·保勒
阿玛拉•保勒（英語：Amala Paul，1991年10月26日—），是一名印度南部女演员。
2016年，她因演艺事业问题与丈夫分道扬镳离婚。